# Toixó de gola blanca
El toixó de gola blanca (Arctonyx albogularis) és una espècie de mamífer de la família dels mustèlids. Es tracta d'un toixó pelut de mida mitjana. Viu a les regions temperades d'Àsia, des de l'Himàlaia fins al sud i l'est de la Xina.